# قائمة البعثات الدبلوماسية في البرتغال

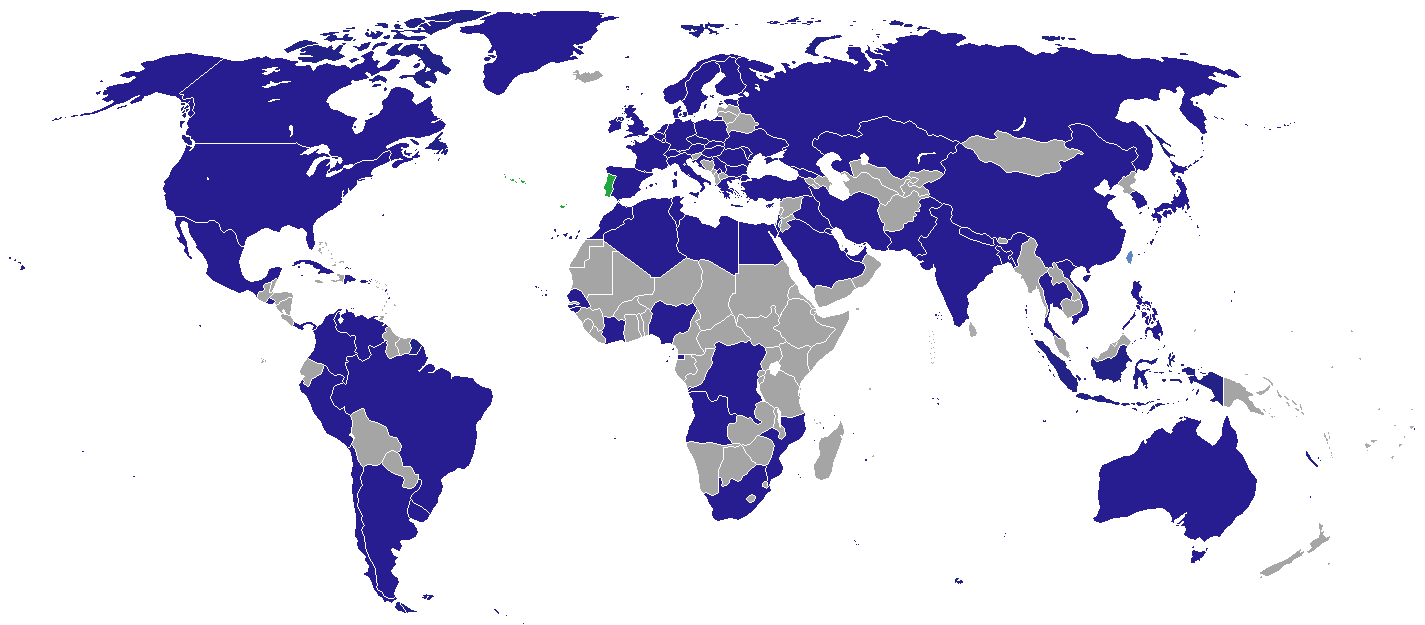
خريطة البعثات الدبلوماسية في البرتغال

تسرد هذه المقالة البعثات الدبلوماسية المقيمة في البرتغال. في الوقت الحاضر، تستضيف العاصمة لشبونة 87 سفارة. بالإضافة إلى القنصليات في بورتو والمدن الكبرى الأخرى. نظرًا لأن لشبونة أيضًا مقر مجموعة البلدان الناطقة باللغة البرتغالية، فإن عددًا قليلاً من الدول الأعضاء في المنظمة لديها بعثات دائمة لها، منفصلة عن سفاراتها.
لدى العديد من الدول سفراء معتمدين لدى البرتغال، ويقيم معظمهم في باريس، لأن البرتغال لا تقبل الاعتماد من السفراء المقيمين في مدريد.

## البعثات الدبلوماسية في لشبونة

### سفارات
- الجزائر
- أندورا
- أنغولا
- الأرجنتين
- أستراليا
- النمسا
- بنغلاديش
- بلجيكا
- البرازيل
- بلغاريا
- كندا
- الرأس الأخضر
- تشيلي
- الصين
- كولومبيا
- جمهورية الكونغو الديمقراطية
- كرواتيا
- كوبا
- قبرص
- جمهورية التشيك
- الدنمارك
- جمهورية الدومينيكان
- تيمور الشرقية
- مصر
- غينيا الاستوائية
- إستونيا
- فنلندا
- فرنسا
- جورجيا
- ألمانيا
- اليونان
- غينيا بيساو
- الكرسي الرسولي
- المجر
- الهند
- إندونيسيا
- إيران
- العراق
- أيرلندا
- إسرائيل
- إيطاليا
- ساحل العاج
- اليابان
- كازاخستان
- كوسوفو[a]
- الكويت
- ليبيا
- لوكسمبورغ
- مالطا
- المكسيك
- مولدوفا
- موناكو
- المغرب
- موزمبيق
- هولندا
- نيجيريا
- النرويج
- باكستان
- بنما
- باراغواي
- بيرو
- الفلبين
- بولندا
- قطر
- رومانيا
- روسيا
- ساو تومي وبرينسيب
- السعودية
- السنغال
- صربيا
- سلوفاكيا
- جنوب إفريقيا
- كوريا الجنوبية
- فرسان مالطة
- إسبانيا
- السويد
- سويسرا
- تايلاند
- تونس
- تركيا
- أوكرانيا
- الإمارات العربية المتحدة
- المملكة المتحدة
- الولايات المتحدة
- الأوروغواي
- فنزويلا

### البعثات والوفود الأخرى
- تايوان (مركز تايبيه الاقتصادي والثقافي لشبونة، البرتغال)[1]
- ماكاو (مكتب ماكاو الاقتصادي والتجاري)[2]
- فلسطين (الوفد العام لفلسطين)

### البعثات الدائمة لدىمجموعة البلدان الناطقة بالبرتغالية
- البرازيل[3]
- تيمور الشرقية[4]
- البرتغال

## صور

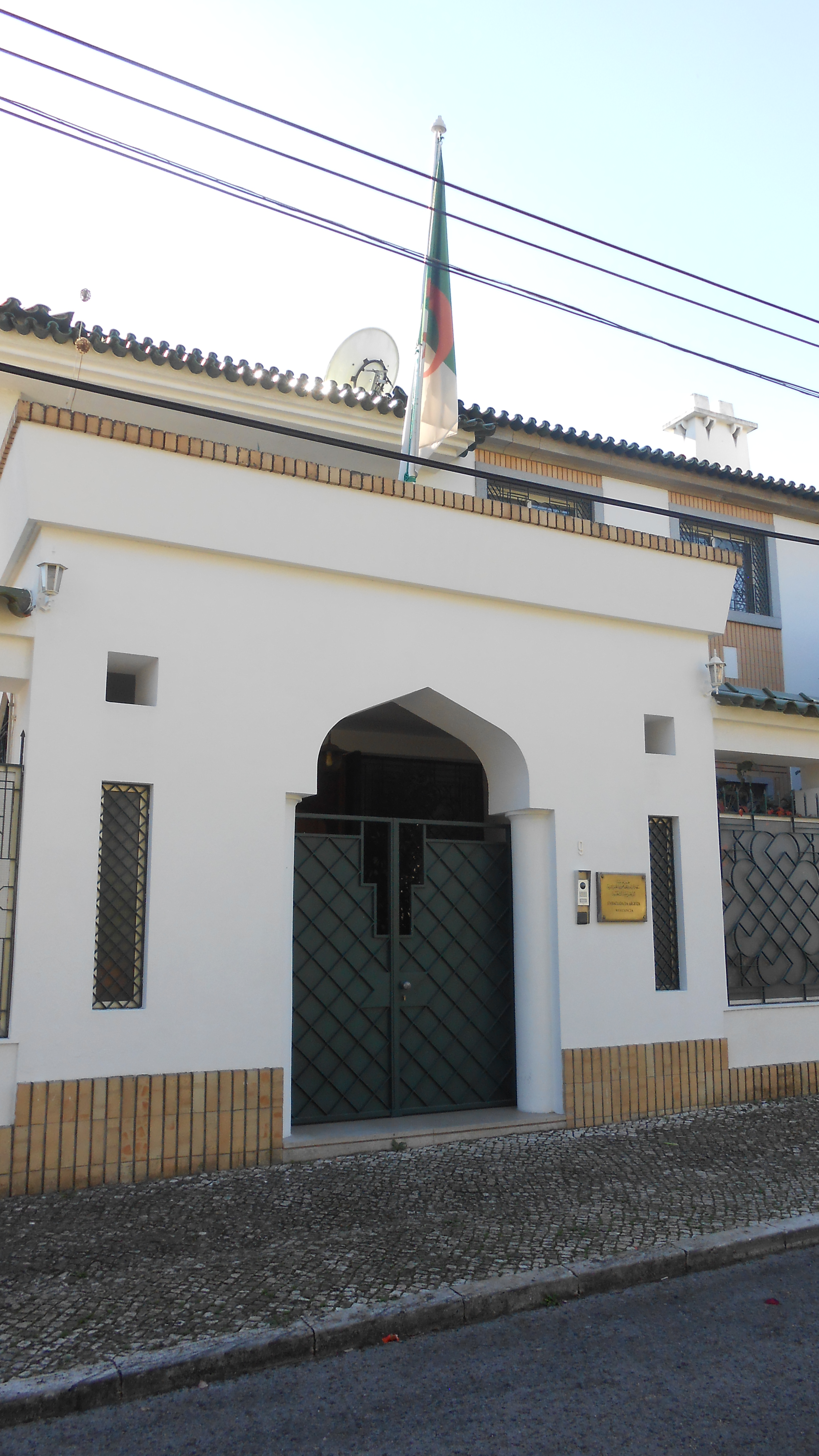
سفارة الجزائر
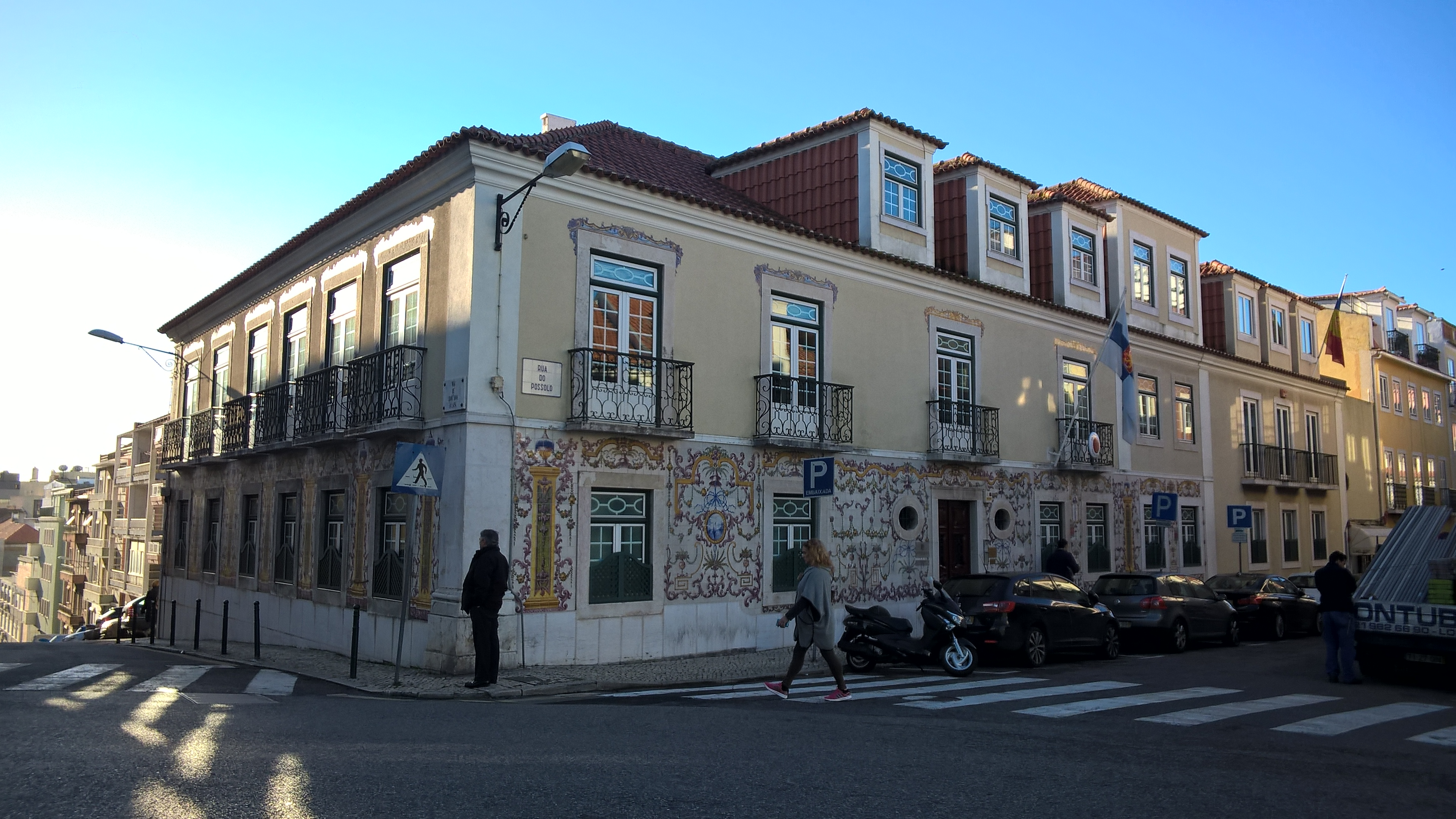
سفارة أندورا وفنلندا
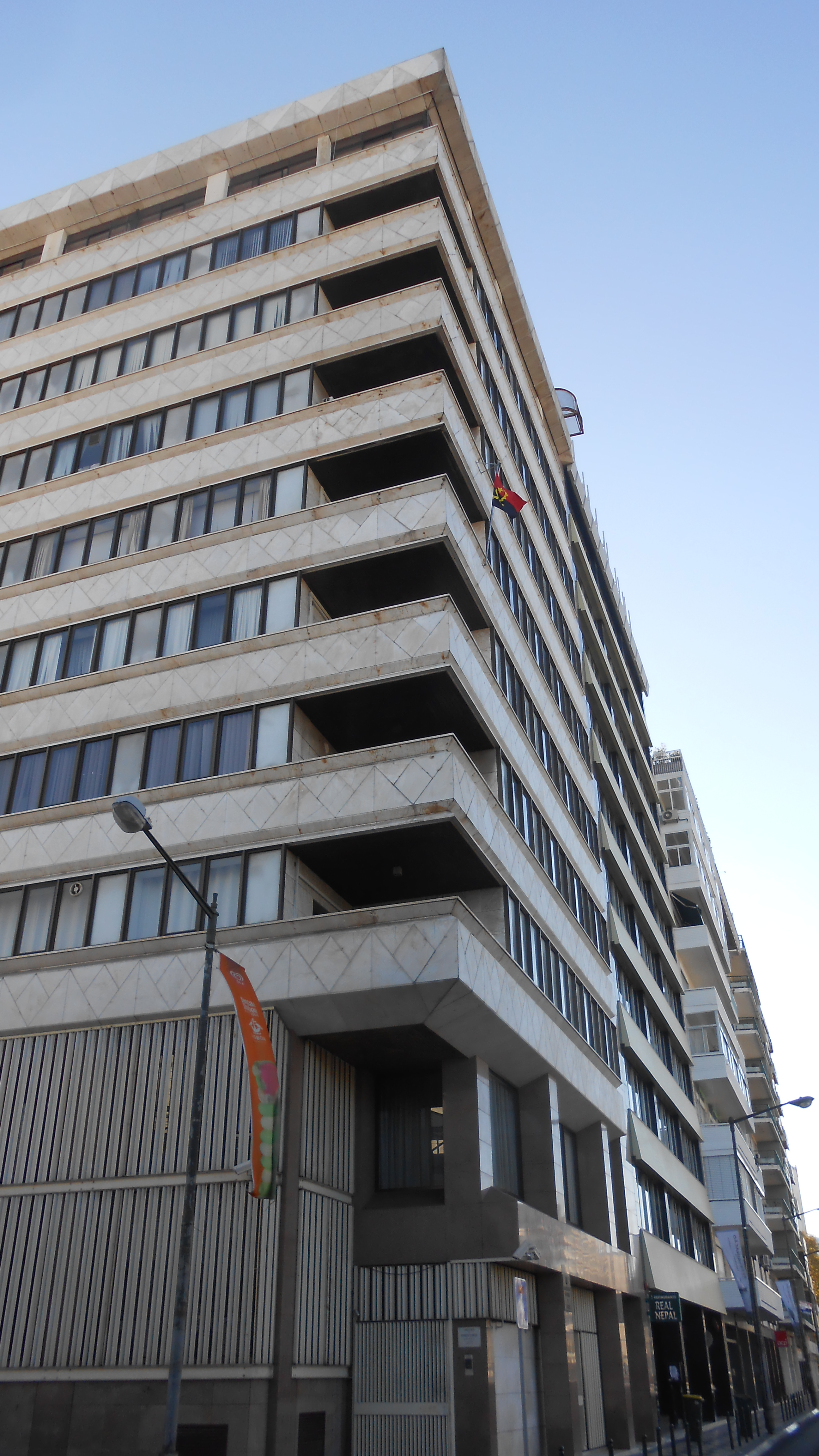
سفارة أنغولا
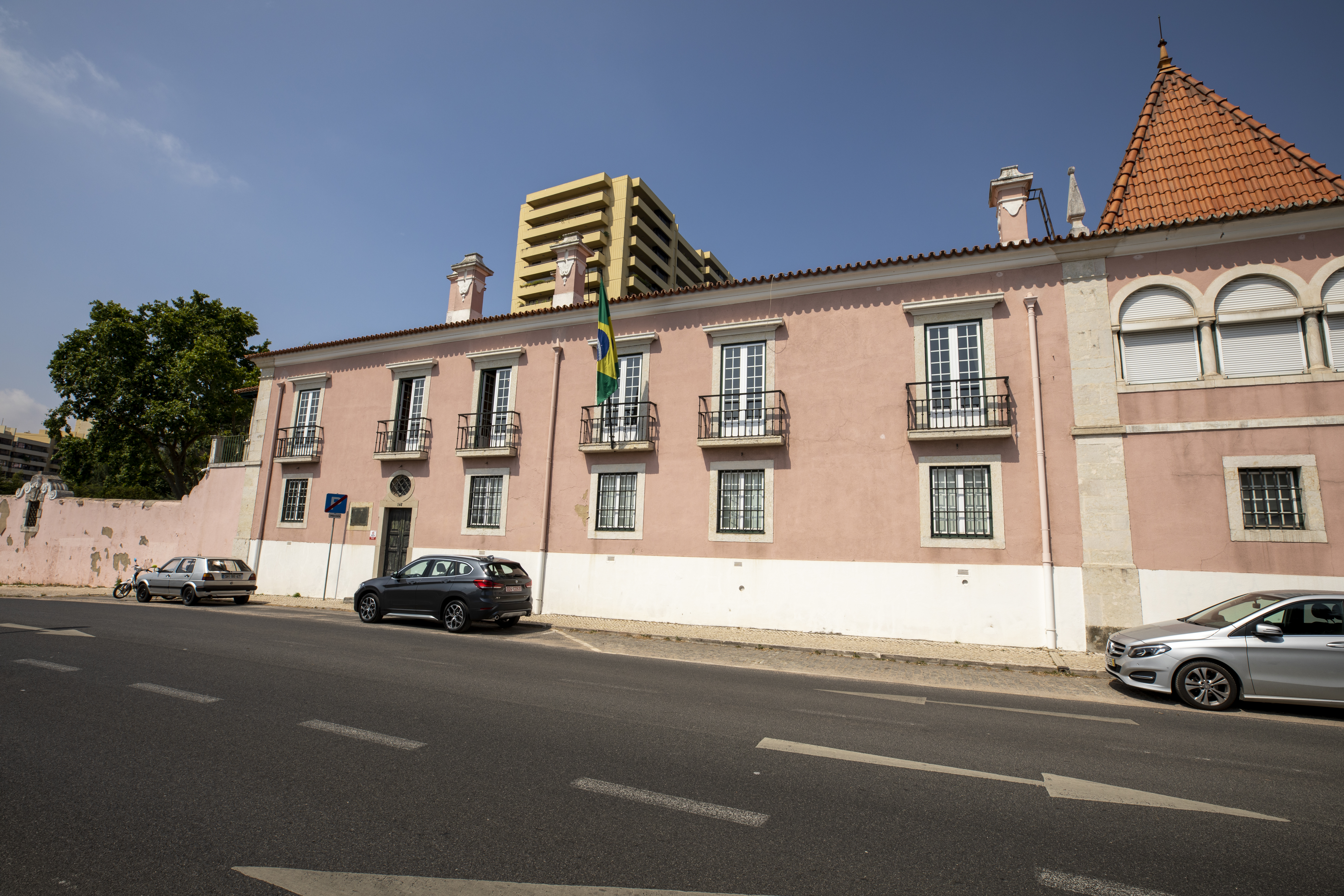
سفارة البرازيل
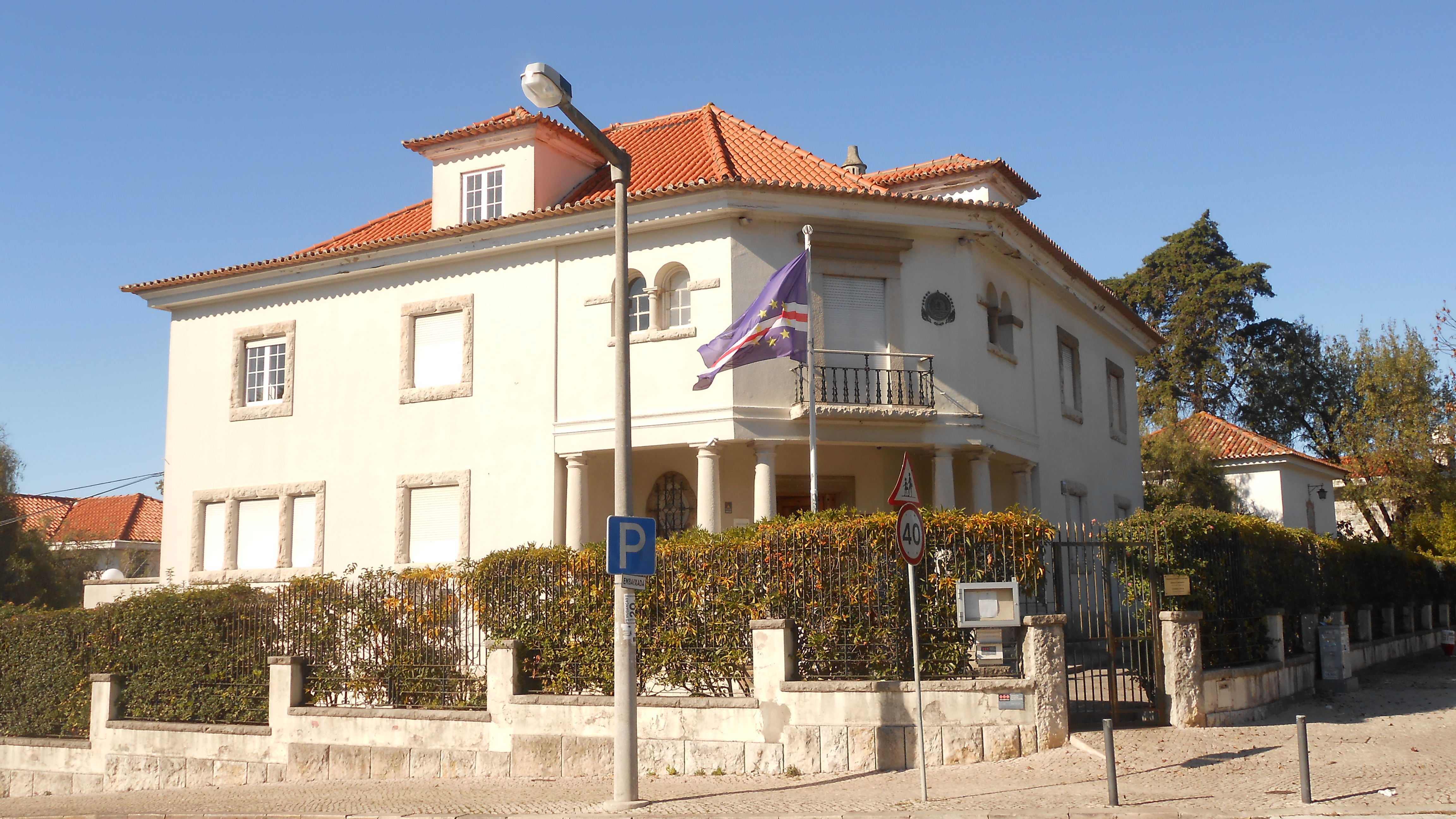
سفارة الرأس الأخضر
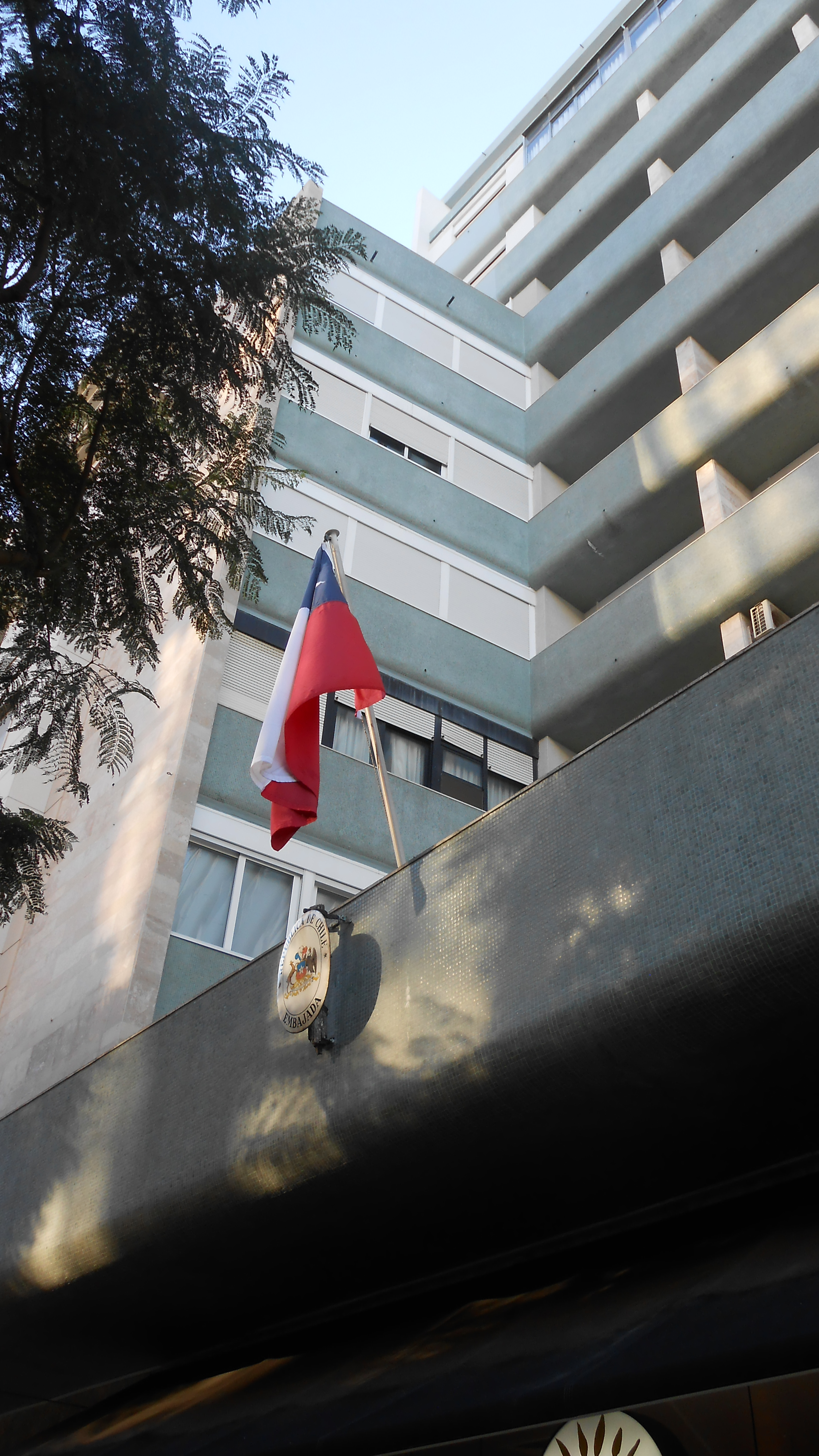
سفارة تشيلي
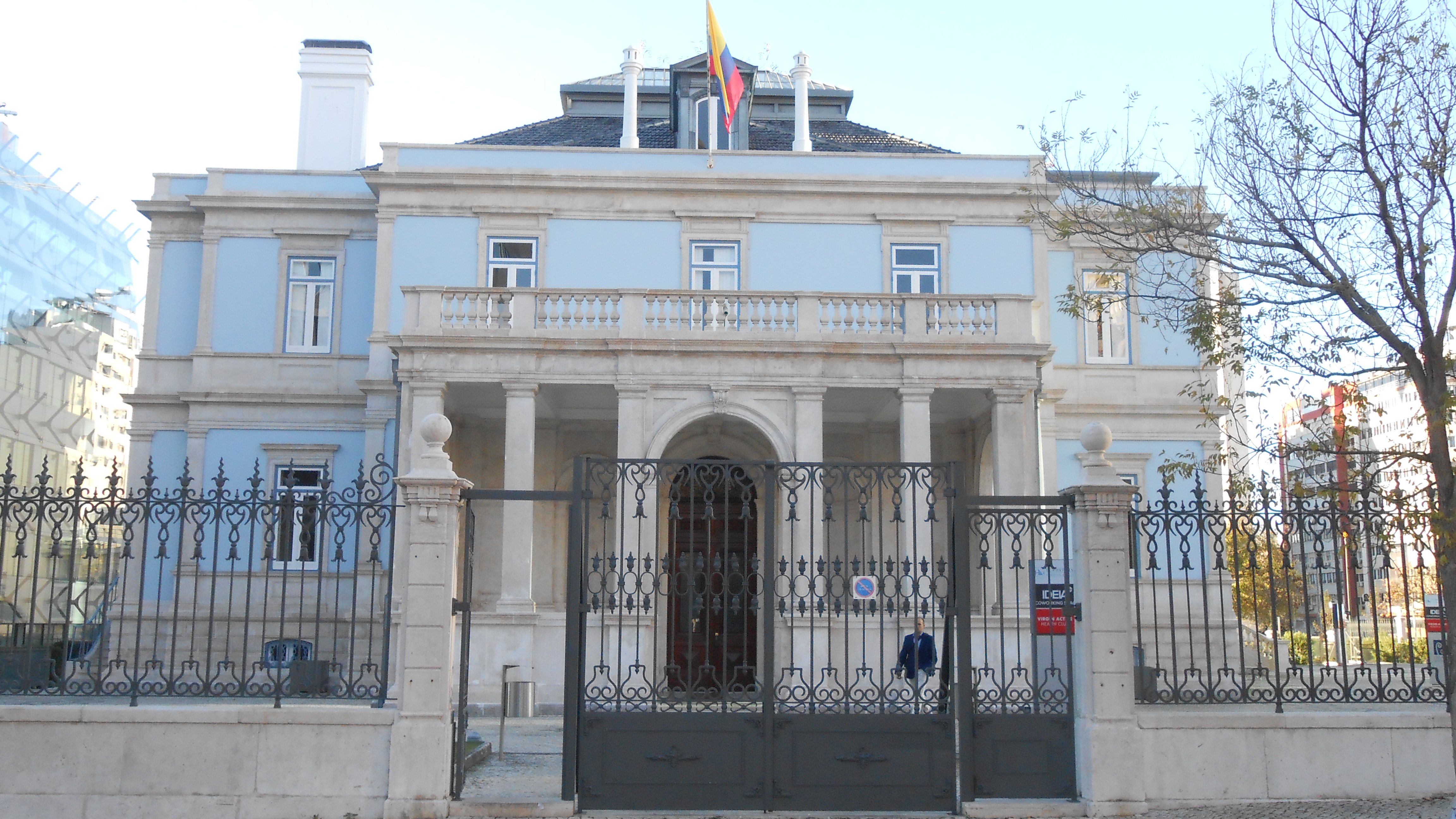
سفارة كولومبيا
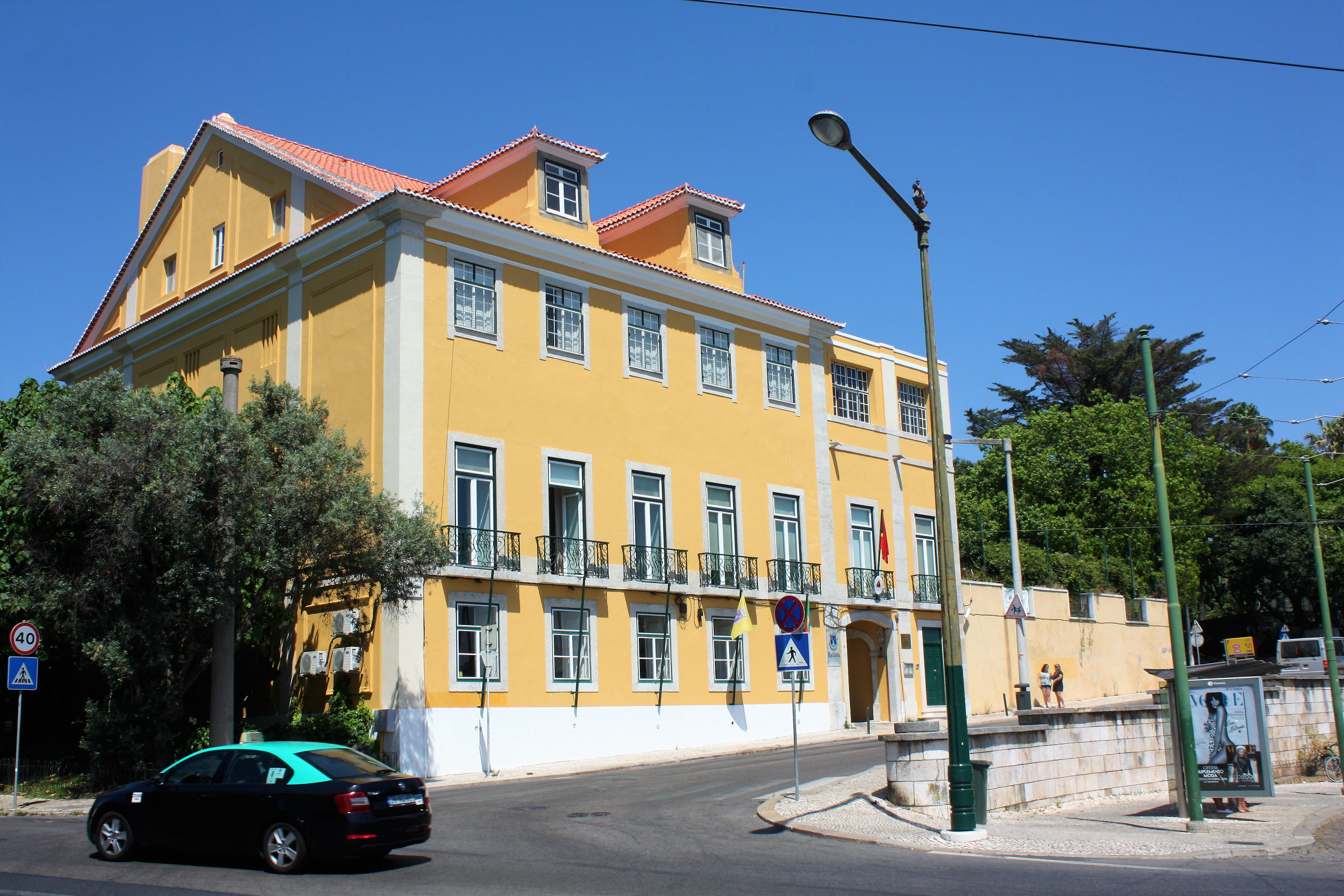
سفارة تيمور الشرقية
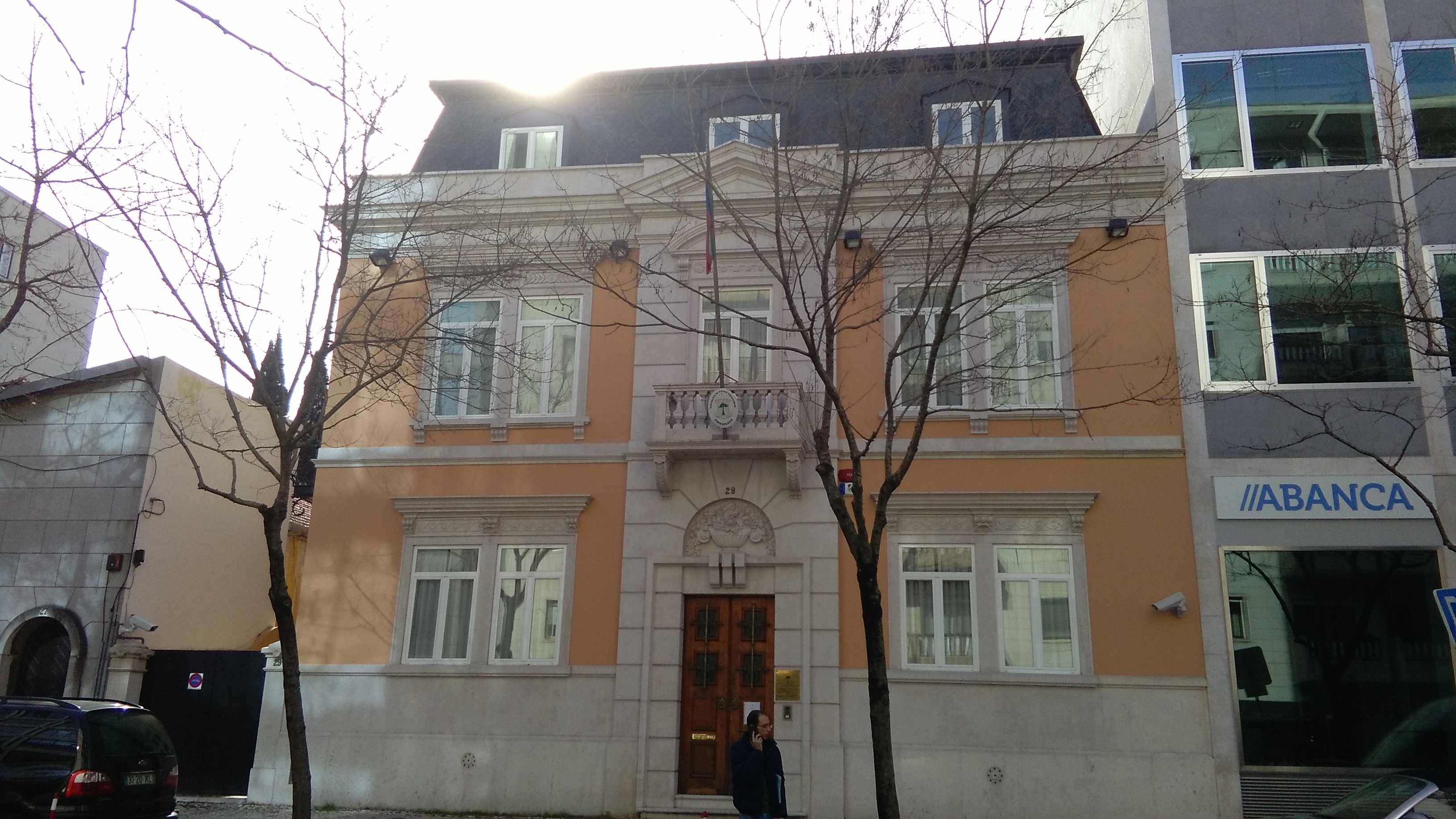
سفارة غينيا الإستوائية
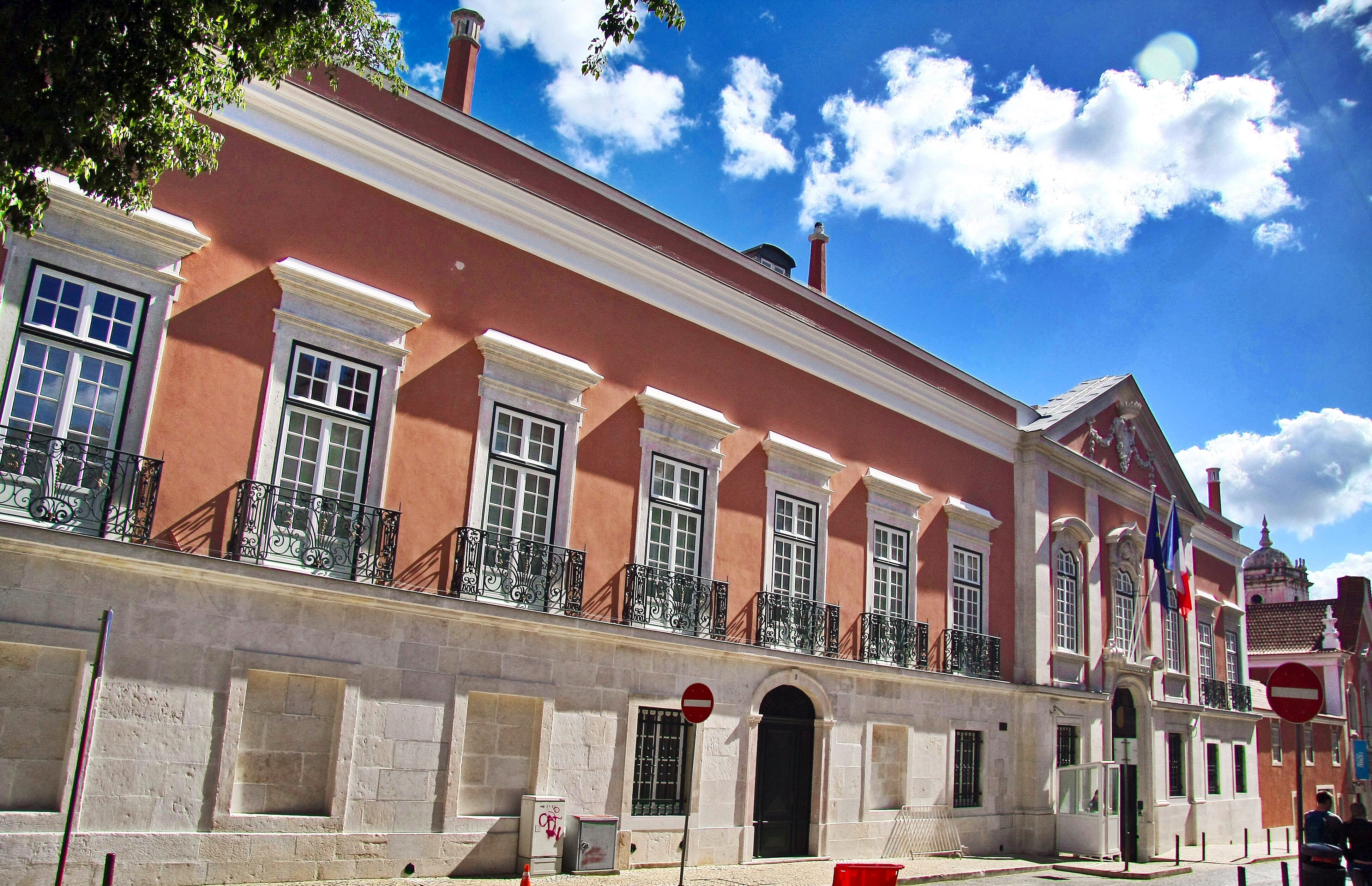
سفارة فرنسا
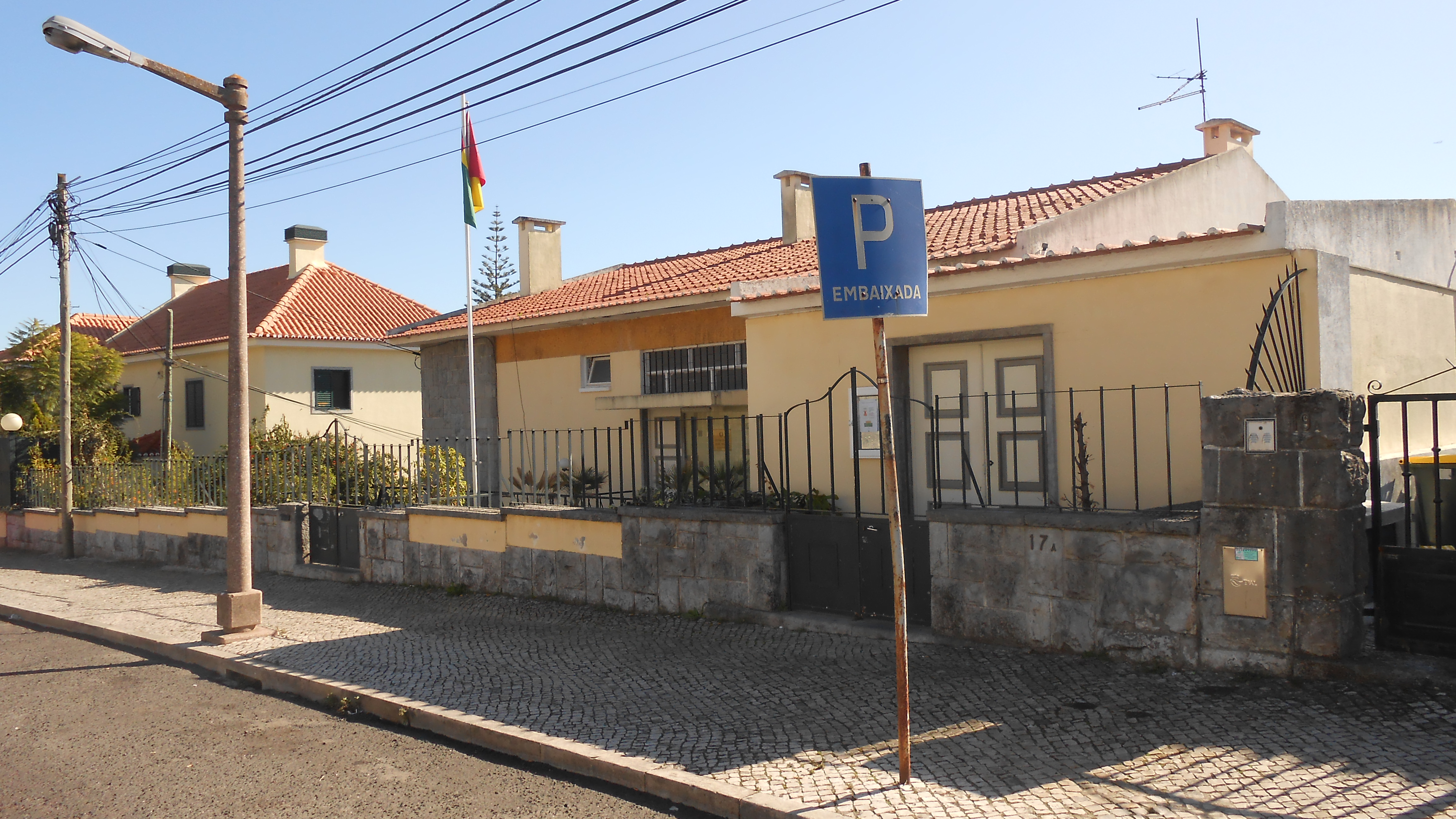
سفارة غينيا بيساو
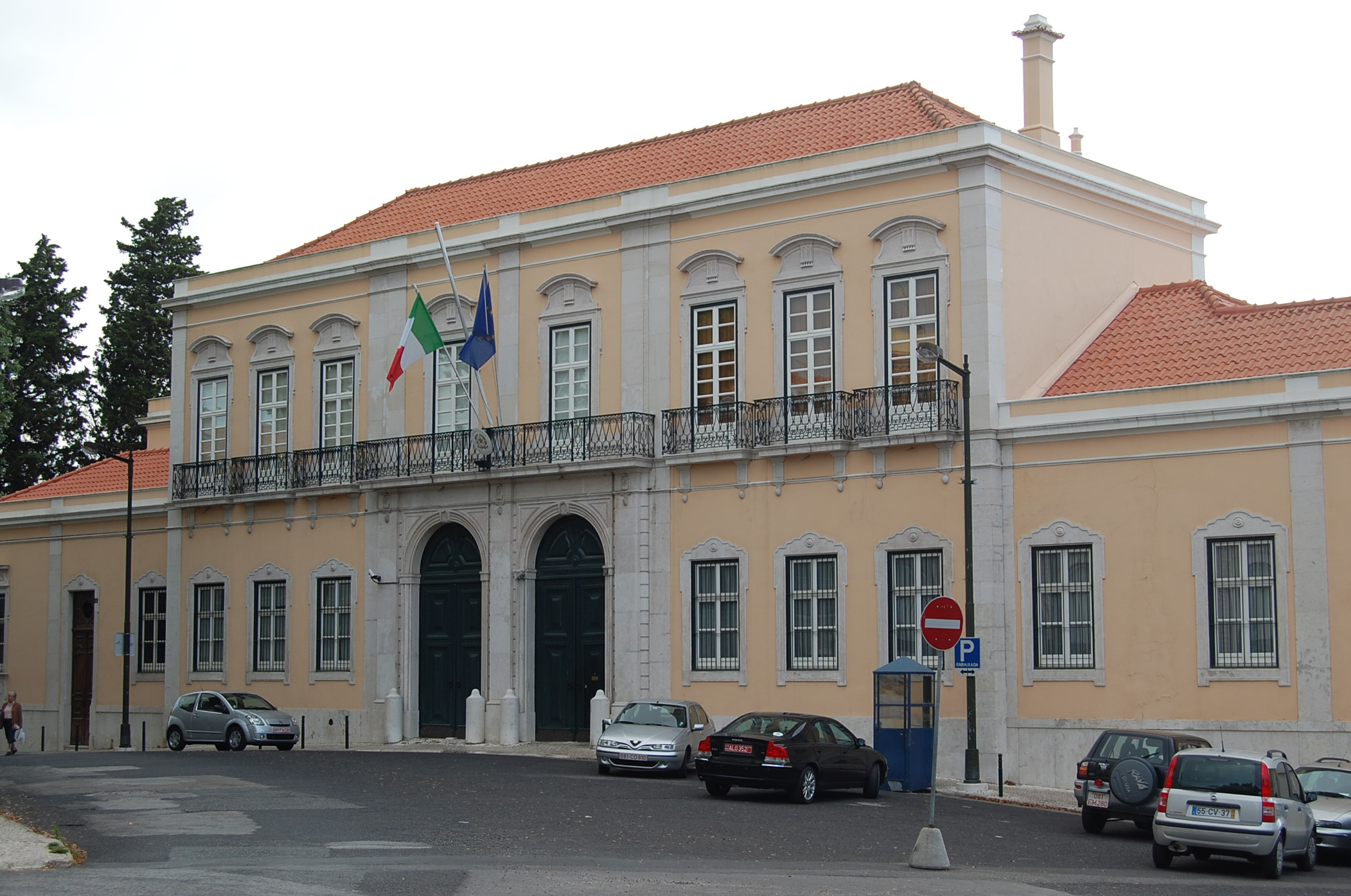
سفارة إيطاليا
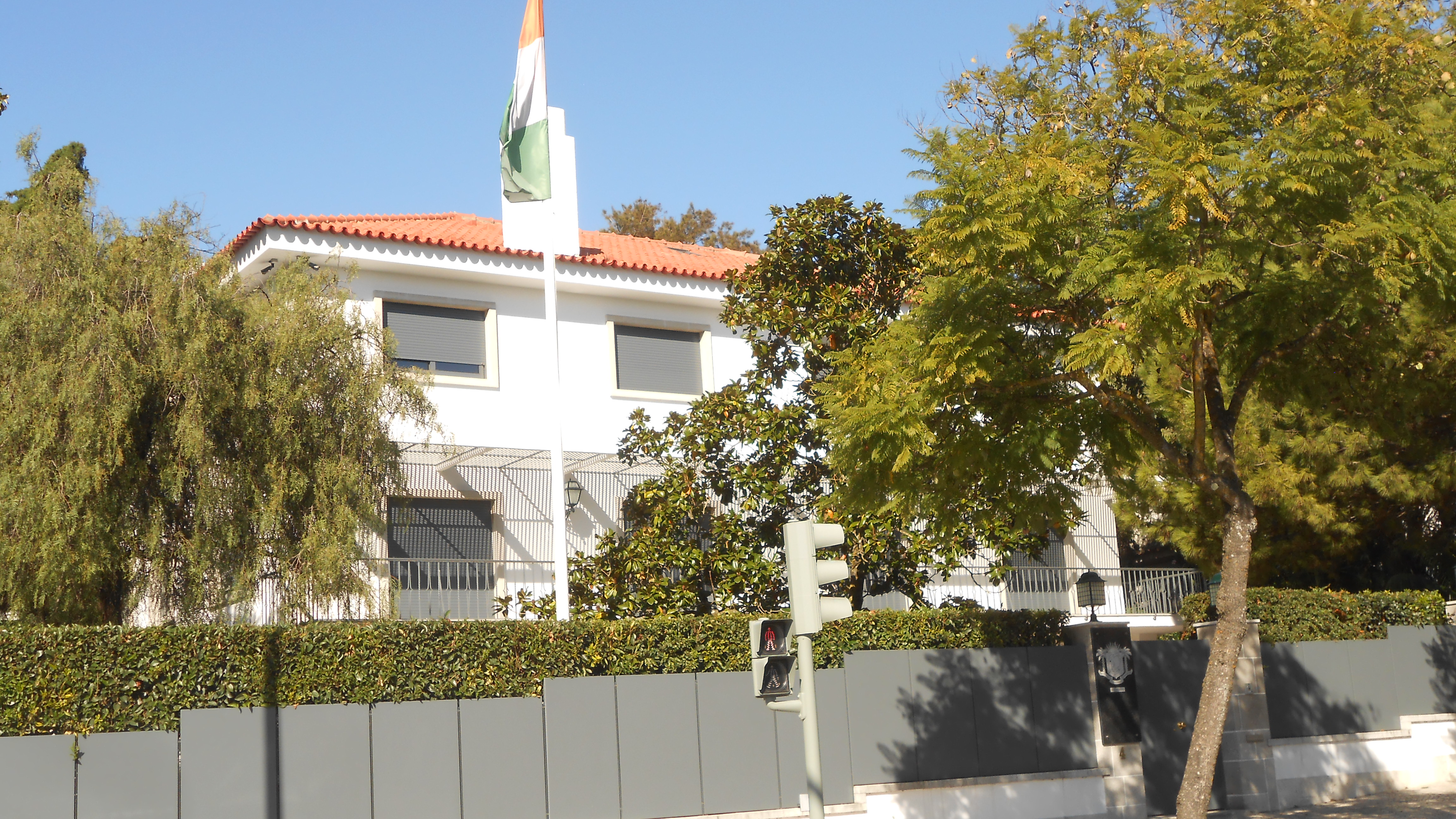
سفارة كوت ديفوار
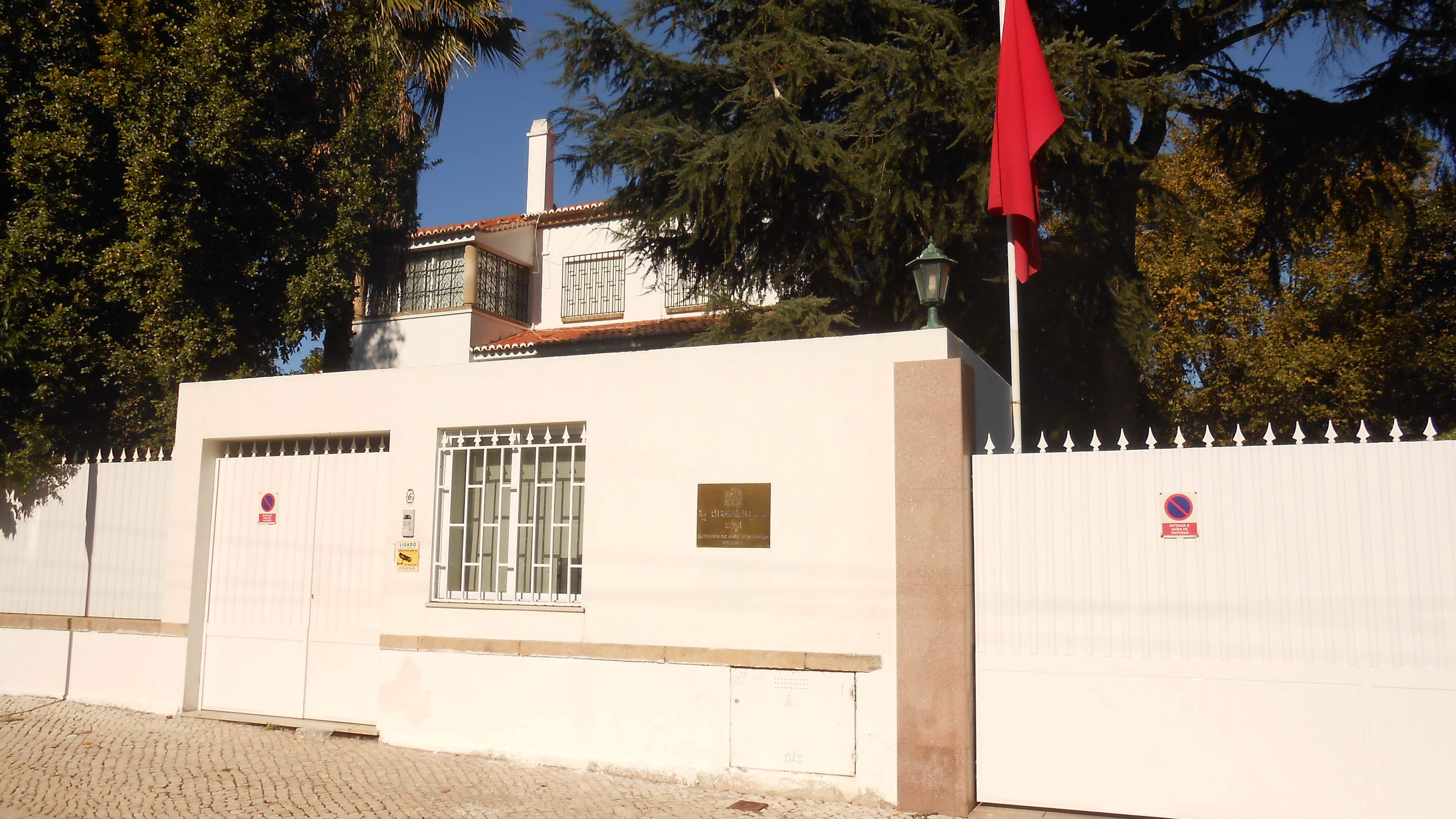
سفارة المغرب
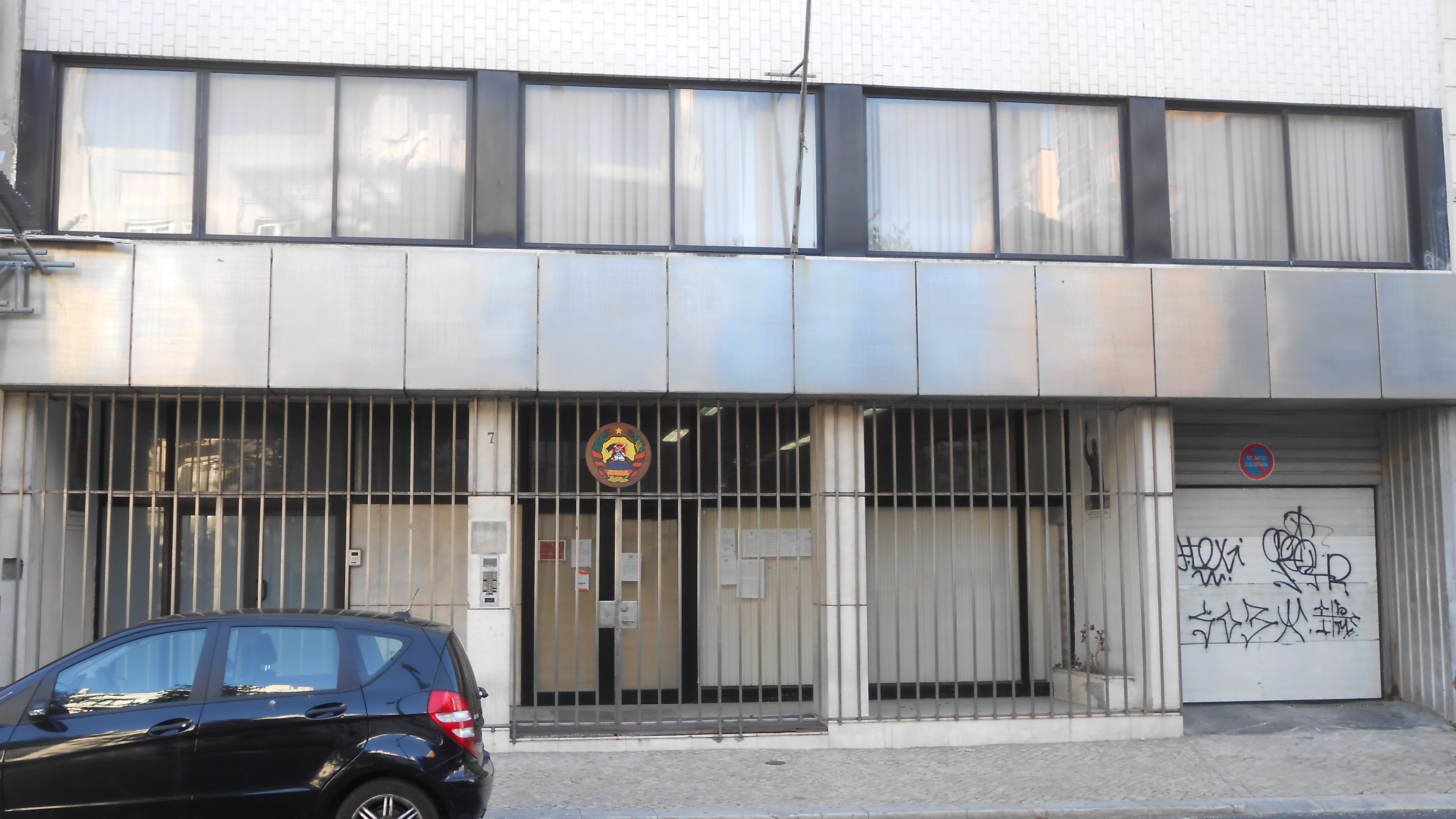
سفارة موزمبيق
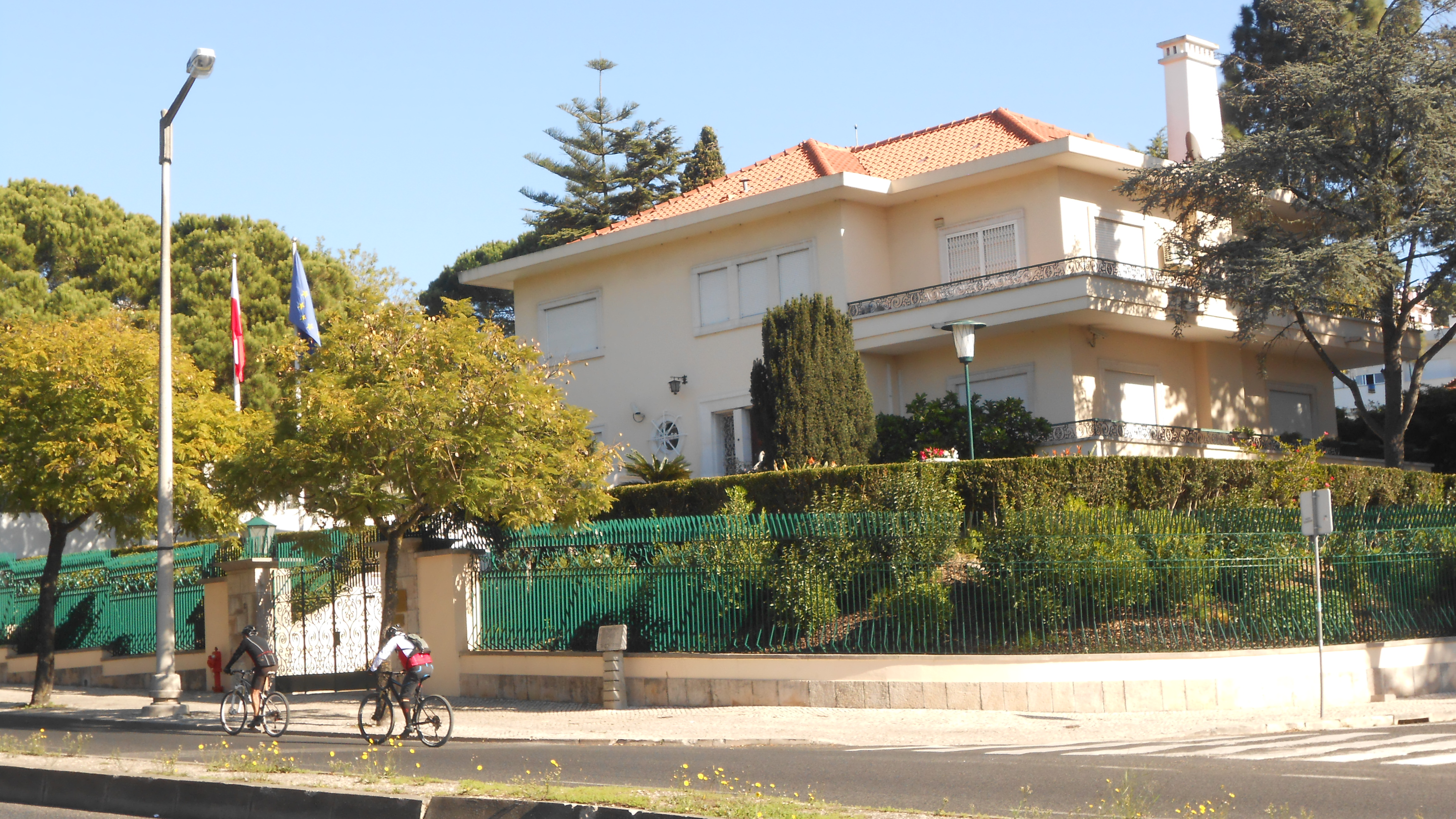
سفارة بولندا
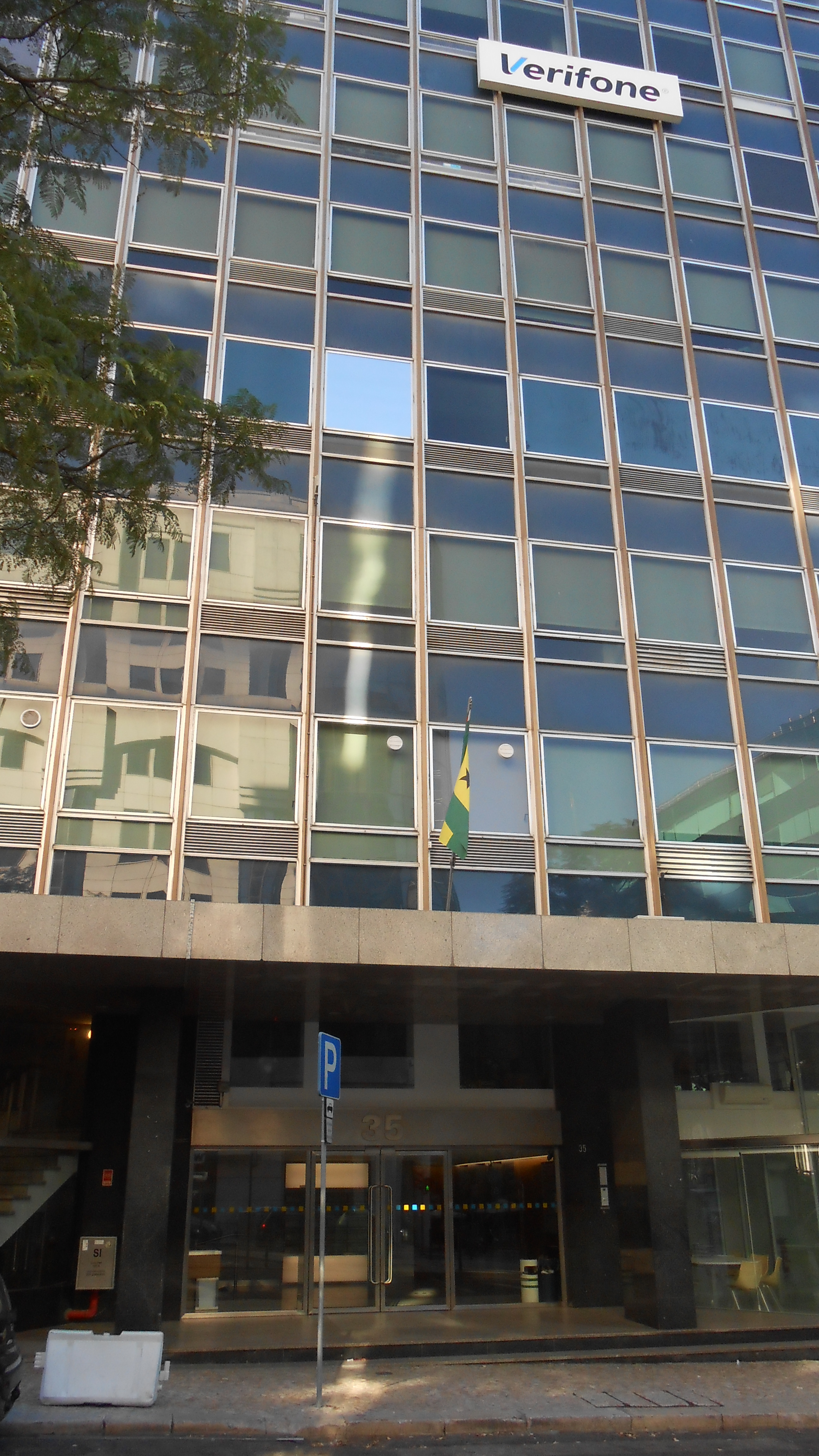
سفارة ساو تومي وبرينسيبي
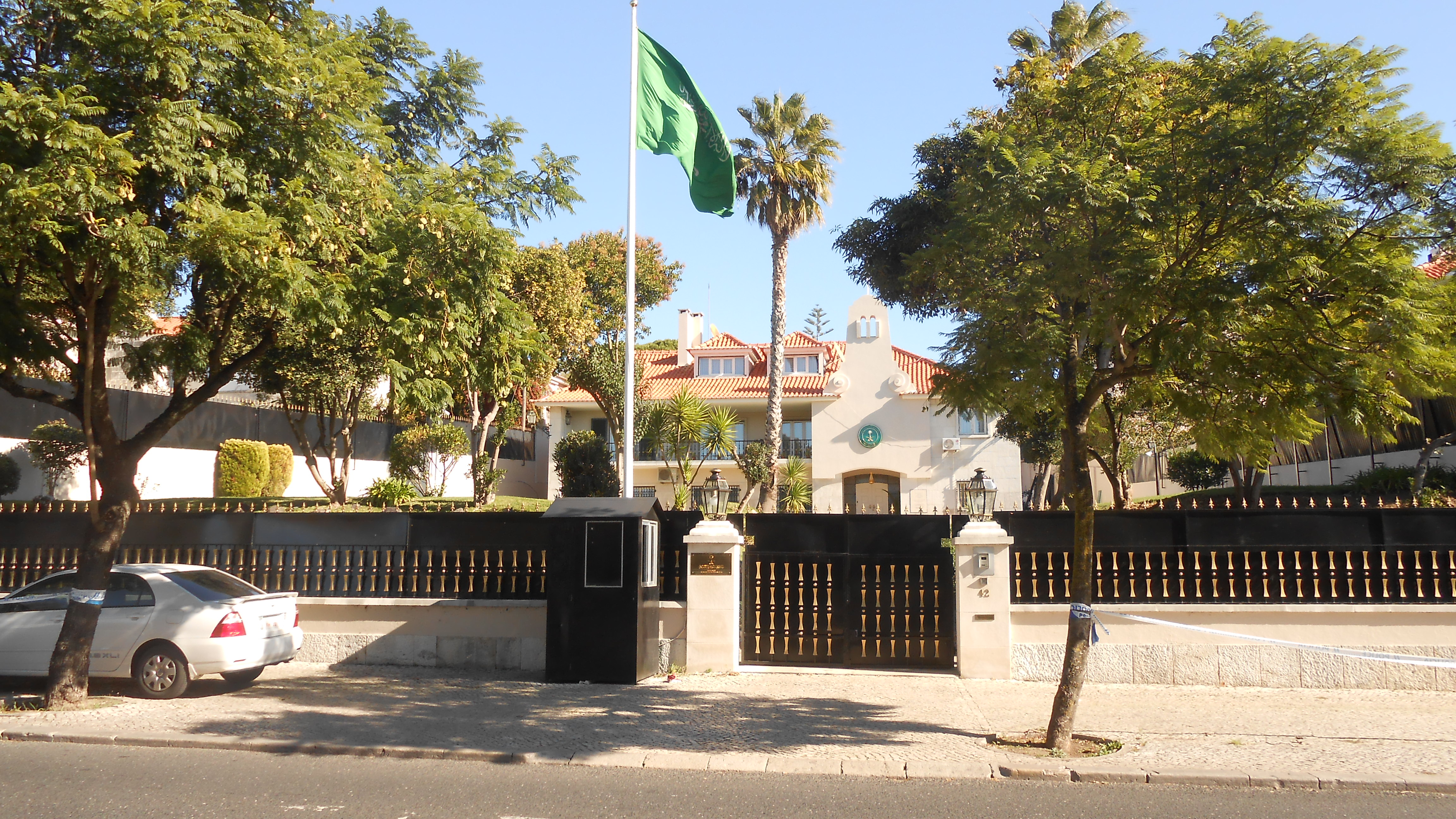
سفارة السعودية
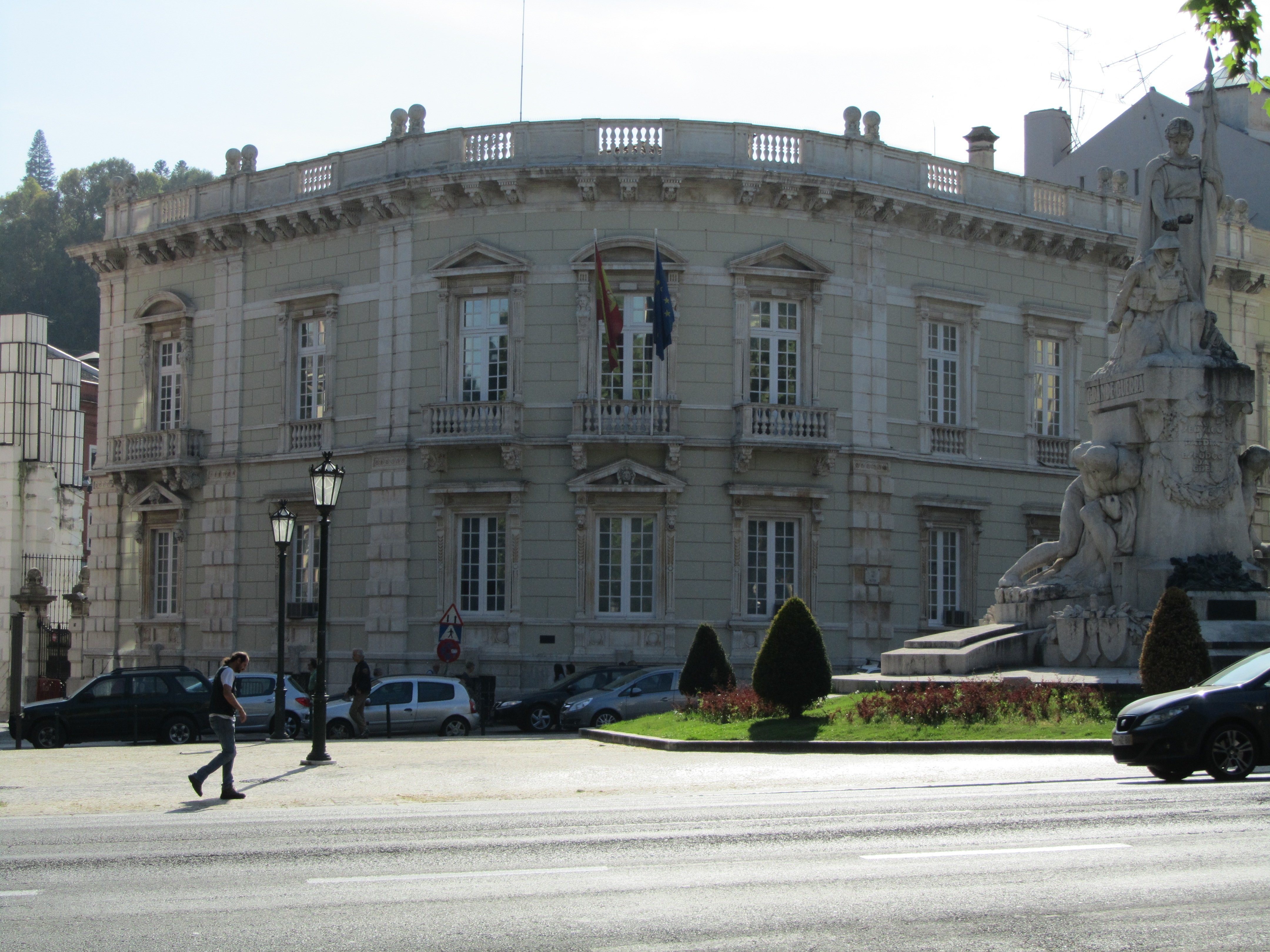
سفارة إسبانيا
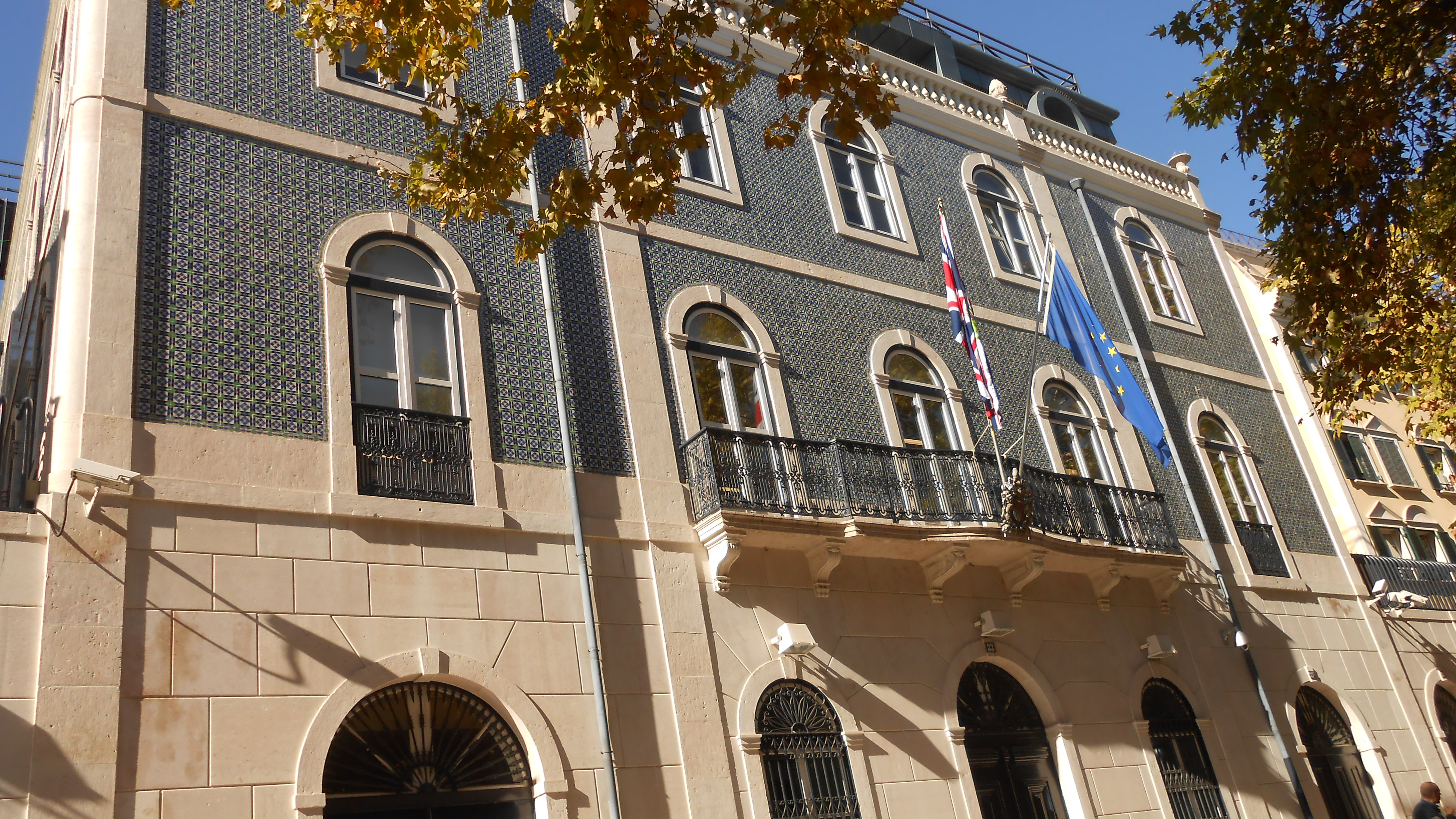
سفارة المملكة المتحدة

## القنصليات العامة / القنصليات

### فارو
- البرازيل

### فونشال
- فنزويلا

### بونتا ديلغادا
- الولايات المتحدة (قنصلية)

### بورتو
- أنغولا
- البرازيل
- موزمبيق
- إسبانيا
- أوكرانيا (قنصلية)

### بورتيماو
- المملكة المتحدة (وكالة القنصلية)[5]

## السفارات غير المقيمة
مقيم في بروكسل، بلجيكا
- بوتان
- فيجي
- غرينادا
- جامايكا
- سيشل

مقيم في لندن، المملكة المتحدة
- أنتيغوا وباربودا
- بوتسوانا
- كوستاريكا
- الإكوادور
- جزر المالديف
- إسواتيني
- ليسوتو
- ليتوانيا
- سيراليون

مقيم في باريس، فرنسا
- أفغانستان
- ألبانيا
- بيلاروس
- بنين
- بروناي
- بوركينا فاسو
- بوروندي[6]
- كمبوديا
- الكاميرون
- جمهورية إفريقيا الوسطى
- تشاد
- جزر القمر
- الكونغو
- جيبوتي
- السلفادور
- الغابون
- غامبيا
- غانا
- غواتيمالا
- هندوراس
- هايتي
- آيسلندا[6]
- كينيا
- لاوس
- ليبيريا
- ماليزيا
- مالاوي
- مالي
- موريتانيا
- موريشيوس
- منغوليا
- ناميبيا
- نيبال
- نيوزيلندا
- نيكاراغوا
- النيجر
- مقدونيا
- عُمان
- رواندا
- سنغافورة
- سريلانكا
- السودان
- تنزانيا[7]
- أوغندا
- فيتنام
- اليمن
- زامبيا
- زيمبابوي

مقيم في روما، إيطاليا
- أرمينيا
- لبنان
- ميانمار
- كوريا الشمالية

مقيم في مكان آخر
- أذربيجان (الرباط)
- البوسنة والهرسك (لاهاي)
- بوليفيا (لاهاي)
- البحرين (الرباط)
- إثيوبيا (جنيف)
- الأردن (برن)[6]
- كيريباتي (نيويورك)
- لاتفيا (تالين)
- الجبل الأسود (بودغوريتشا)
- سلوفينيا (ليوبليانا)
- سان مارينو (سان مارينو)

## بعثات منتهية
| المدينة                  | الدولة الباعثة   | مستوي البعثة                                           | السنة | مراجع         |
| ------------------------ | ---------------- | ------------------------------------------------------ | ----- | ------------- |
| لشبونة                   | البانيا          | سفارة                                                  | 2014  | [ 8 ]         |
| لشبونة                   | أنغولا           | بعثة دائمة لدى جماعة البلدان الناطقة باللغة البرتغالية | 2018  | [ 9 ]         |
| لشبونة                   | الإكوادور        | سفارة                                                  | 2014  | [ 10 ] [ 11 ] |
| لشبونة                   | لاتفيا           | سفارة                                                  | 2015  | [ 12 ]        |
| لشبونة                   | ليتوانيا         | سفارة                                                  | 2014  |               |
| لشبونة                   | كوريا الشمالية   | سفارة                                                  | 1993  | [ 13 ]        |
| لشبونة                   | رودسيا           | بعثة                                                   | 1975  |               |
| لشبونة                   | سلوفينيا         | سفارة                                                  | 2012  | [ 14 ] [ 15 ] |
| فارو                     | أنغولا           | قنصلية عامة                                            | 2018  | [ 9 ]         |
| فارو                     | فنزويلا          | قنصلية عامة                                            | 2019  | [ 16 ]        |
| بورتو                    | فرنسا            | قنصلية عامة                                            | 2015  | [ 17 ]        |
| بورتو                    | المملكة المتحدة  | قنصلية                                                 | 2006  | [ 18 ]        |
| بورتو                    | الولايات المتحدة | قنصلية                                                 | 1966  | [ 19 ]        |
| فالينسا                  | إسبانيا          | قنصلية                                                 | 2014  | [ 20 ] [ 21 ] |
| فيلا ريال دي سان أنطونيو | إسبانيا          | قنصلية                                                 | 2014  | [ 20 ] [ 21 ] |